# 苏维思
苏维思（英語：Julie A. Su，1969年2月19日—），美国华裔政治人物，前任美国劳工部副部长、代理部长。

## 生平
苏维思，籍貫四川，出生于美国威斯康星州。其父母皆为移民，母亲来自中国大陆，父亲则為台湾外省人。她毕业于斯坦福大学，获学士学位。后赴哈佛法学院深造，获法律博士学位。毕业后担任民权律师超过15年。
2011年，苏维思进入加利福尼亚州政府工作，担任加州劳工标准执行部门（Division of Labor Standards Enforcement）主任。加文·纽瑟姆于2019年出任加州州长后，苏维思被任命为加州劳工与劳力发展厅厅长。
2021年2月，美国总统乔·拜登提名苏维思为美国劳工部副部长；同年7月，美国参议院以50–47票通过了其任命案。2023年2月，劳工部长马蒂·沃尔什宣布即将离任，因此由苏维思代理部长一职；2月28日，拜登正式提名她为下一任劳工部长，但參議院對其任命有所疑慮而延宕受理，使其代理至拜登政府卸任。